# پتار کیروف
پتار کیروف (بلغاری: Петър Киров؛ زادهٔ ۱۷ سپتامبر ۱۹۴۲) کشتی‌گیر بازنشستهٔ اهل بلغارستان است که برای این کشور در دستهٔ وزنی ۵۲ کیلوگرم کشتی فرنگی رقابت می‌کرد. او با کسب دو مدال طلای بازی‌های المپیک (۱۹۶۸، ۱۹۷۲) و سه مدال طلای مسابقات قهرمانی کشتی جهان (۱۹۷۰، ۱۹۷۱، ۱۹۷۴)، یکی از بهترین و پرافتخارترین کشتی‌گیران فرنگی‌کار تمام ادوار به شمار می‌رود. کیروف همچنین دارای چهار مدال طلا، یک نقره و یک برنز از مسابقات قهرمانی کشتی اروپا است. او دو بار در سال‌های ۱۹۷۰ و ۱۹۷۱ به عنوان بهترین ورزشکار سال بلغارستان انتخاب شد.